# 양산대로

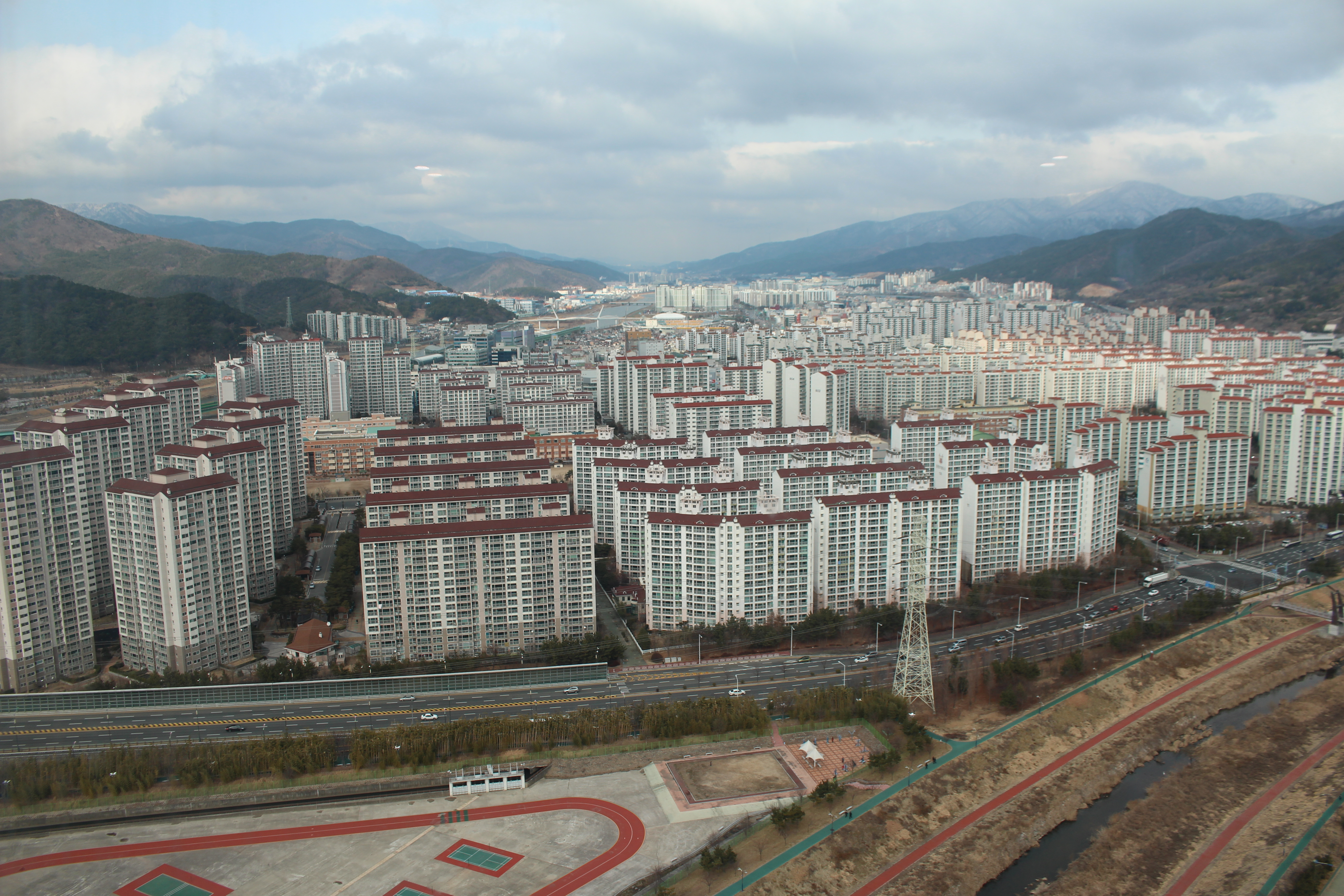
양산신도시 1단계 구역. 동쪽은 양산대로가 관통한다.

양산대로(Yangsan-daero Road, 梁山大路, 국도 제35호선의 일부)는 경상남도 양산시 동면 가산리와 하북면 순지리를 잇는 경상남도의 도로이다. 전 구간 국도 제35호선에 속한다.

## 역사
- 1981년 5월 12일 : 국도로 승격된 양산군 동면 가산리 ~ 울주군 두동면 분계리 54.932km 구간 개통[1]
- 1989년 3월 11일 : 양산군 하북면 용연리, 상북면 석계리, 대석리 일대 구 도로부지 폐지[2]
- 2009년 7월 10일 : 2개 이상 시·도에 걸쳐 있는 도로로 양산대로를 고시[3]

## 주요 경유지
경상남도
- 양산시 (동면 · 남부동 · 중부동 · 북부동 · 신기동 · 북정동 · 산막동 · 상북면 · 하북면)

## 노선
| 이름                                  | 접속 노선                                        | 소재지          | 소재지                                                     | 비고               |
| 금곡대로와 직결                       | 금곡대로와 직결                                  | 금곡대로와 직결 | 금곡대로와 직결                                            | 금곡대로와 직결    |
| ------------------------------------- | ------------------------------------------------ | --------------- | ---------------------------------------------------------- | ------------------ |
| 호포삼거리 (호포역)                   | 호포로                                           | 양산시          | 동면                                                       | 국도 제35호선 구간 |
| 호포고가교                            | 황산로                                           | 양산시          | 동면                                                       | 국도 제35호선 구간 |
| 가산중리마을 교차로                   | 가산1길                                          | 양산시          | 동면                                                       | 국도 제35호선 구간 |
| 금산2 교차로                          | 강변로                                           | 양산시          | 동면                                                       | 국도 제35호선 구간 |
| 금산2교                               | 석금산길                                         | 양산시          | 동면                                                       | 국도 제35호선 구간 |
| 금산 교차로                           | 금오1길                                          | 양산시          | 동면                                                       | 국도 제35호선 구간 |
| 석산 교차로 (석산지하차도)            | 금오로 석산3길 석산6길                           | 양산시          | 동면                                                       | 국도 제35호선 구간 |
| (회전교차로)                          | 석금산로 곡리3길                                 | 양산시          | 동면                                                       | 국도 제35호선 구간 |
| 남양산 나들목                         | 551호선 중앙고속도로지선                         | 양산시          | 동면                                                       | 국도 제35호선 구간 |
| 계석 교차로                           | 계석로 남양산길                                  | 양산시          | 동면                                                       | 국도 제35호선 구간 |
| 석산교                                |                                                  | 양산시          | 동면                                                       | 국도 제35호선 구간 |
| 중앙동                                |                                                  | 양산시          |                                                            | 국도 제35호선 구간 |
| 7번 교차로                            | 노포사송로 청운로                                | 양산시          |                                                            | 국도 제35호선 구간 |
| 8번 교차로 (남부지하차도)             | 삽량로                                           | 양산시          |                                                            | 국도 제35호선 구간 |
| 9번 교차로 (남부삼거리)               | 남부로 서일동로                                  | 양산시          |                                                            | 국도 제35호선 구간 |
| 10번 교차로                           | 중부로                                           | 양산시          |                                                            | 국도 제35호선 구간 |
| 11번 교차로 (양주지하차도)            | 지방도 제1022호선 지방도 제1077호선 (삼일로)     | 양산시          |                                                            | 국도 제35호선 구간 |
| 12번 교차로                           | 강변로 중앙우회로                                | 양산시          |                                                            | 국도 제35호선 구간 |
| 신기교 남단                           | 명곡로                                           | 양산시          |                                                            | 국도 제35호선 구간 |
| 신기교                                |                                                  | 양산시          |                                                            | 국도 제35호선 구간 |
| 삼성동                                |                                                  | 양산시          |                                                            | 국도 제35호선 구간 |
| 13번 교차로                           | 국가지원지방도 제60호선 (공단로)                 | 양산시          |                                                            | 국도 제35호선 구간 |
| 14번 교차로                           | 북정로                                           | 양산시          |                                                            | 국도 제35호선 구간 |
| 15번 교차로                           | 산막공단로                                       | 양산시          |                                                            | 국도 제35호선 구간 |
| 북정교                                |                                                  | 양산시          |                                                            | 국도 제35호선 구간 |
| 양산 나들목 (소토육교)                | 1호선 경부고속도로                               | 양산시          |                                                            | 국도 제35호선 구간 |
| 양산 나들목 (소토육교)                | 1호선 경부고속도로                               | 양산시          | 상북면                                                     | 국도 제35호선 구간 |
| 소토삼거리                            | 어곡터널로                                       | 양산시          |                                                            | 국도 제35호선 구간 |
| 소토초등학교입구 교차로               | 와곡4길                                          | 양산시          |                                                            | 국도 제35호선 구간 |
| 고려제강앞 교차로                     | 상북중앙로                                       | 양산시          |                                                            | 국도 제35호선 구간 |
| 감결마을입구 교차로                   | 감결길                                           | 양산시          |                                                            | 국도 제35호선 구간 |
| 공암삼거리                            | 공암길                                           | 양산시          |                                                            | 국도 제35호선 구간 |
| (모래불)                              | 지방도 제1028호선 (상북중앙로) 구소석길 모래불길 | 양산시          | 국도 제35호선 구간 지방도 제1028호선 구간                  |                    |
| 소석교                                |                                                  | 양산시          | 국도 제35호선 구간 지방도 제1028호선 구간                  |                    |
| 반회사거리                            | 충렬로 반회서3길                                 | 양산시          | 국도 제35호선 구간 지방도 제1028호선 구간                  |                    |
| 상계교입구사거리                      | 지방도 제1028호선 (수서로)                       | 양산시          | 국도 제35호선 구간 지방도 제1028호선 구간                  |                    |
| 석계리                                | 상북중앙로                                       | 양산시          | 국도 제35호선 구간 울산 방향 진출입만 가능                 |                    |
| 용주사입구 교차로                     |                                                  | 양산시          | 국도 제35호선 구간                                         |                    |
| 신전마을입구 교차로                   | 신전길                                           | 양산시          | 국도 제35호선 구간                                         | 하북면             |
| 내원사입구 교차로                     | 용연로                                           | 양산시          | 국도 제35호선 구간                                         | 하북면             |
| 용연교                                |                                                  | 양산시          | 국도 제35호선 구간                                         | 하북면             |
| 삼감마을입구 교차로                   | 삼감길                                           | 양산시          | 국도 제35호선 구간                                         | 하북면             |
| 내원사입구삼거리                      | 용연로                                           | 양산시          | 국도 제35호선 구간                                         | 하북면             |
| 도마교                                |                                                  | 양산시          | 국도 제35호선 구간                                         | 하북면             |
| 녹동마을입구 교차로                   | 백록로                                           | 양산시          | 국도 제35호선 구간                                         | 하북면             |
| 삼수삼거리                            | 진목로                                           | 양산시          | 국도 제35호선 구간                                         | 하북면             |
| 진목마을입구 교차로                   | 진목로                                           | 양산시          | 국도 제35호선 구간                                         | 하북면             |
| 백록새동네 교차로                     | 백학새동네길                                     | 양산시          | 국도 제35호선 구간                                         | 하북면             |
| 성천교                                |                                                  | 양산시          | 국도 제35호선 구간                                         | 하북면             |
| 공원묘지삼거리                        | 삼덕로                                           | 양산시          | 국도 제35호선 구간                                         | 하북면             |
| 답곡리                                | 신평남부길                                       | 양산시          | 국도 제35호선 구간 울산 방향 진입 불가 부산 방면 진출 불가 | 하북면             |
| 성천1교                               |                                                  | 양산시          | 국도 제35호선 구간                                         | 하북면             |
| 초산마을 교차로                       | 초산2길                                          | 양산시          | 국도 제35호선 구간                                         | 하북면             |
| 하북교 교차로                         | 신평강변로                                       | 양산시          | 국도 제35호선 구간                                         | 하북면             |
| 통도사사거리 (통도사 하이패스 나들목) | 1호선 경부고속도로 신평로 신평남부길             | 양산시          | 국도 제35호선 구간                                         | 하북면             |
| 통도사입구 교차로                     | 통도사로                                         | 양산시          | 국도 제35호선 구간                                         | 하북면             |
| 통도환타지아입구 교차로               | 웅상대로                                         | 양산시          | 국도 제35호선 구간                                         | 하북면             |
| 지경고개삼거리                        | 삼동로                                           | 양산시          | 국도 제35호선 구간                                         | 하북면             |
| 반구대로와 직결                       |                                                  |                 |                                                            |                    |

## 주요 건물 및 시설
- 호포역 (경상남도 양산시 동면 양산대로 62)
- 양산동산초등학교 (경상남도 양산시 동면 양산대로 346)
- 양산시농수산물종합유통센터 (경상남도 양산시 동면 양산대로 377)
- 한국도로공사 양산지사 (경상남도 양산시 동면 양산대로 542-45)
- 한국도로공사 남양산영업소 (경상남도 양산시 동면 양산대로 565)
- 양산종합운동장 (경상남도 양산시 양산대로 849)
- 롯데제과 양산공장 (경상남도 양산시 양산대로 1158)
- 고려제강 양산공장 (경상남도 양산시 상북면 양산대로 1314)
- 용주사 (경상남도 양산시 상북면 양산대로 1800-44)
- 하북119안전센터 (경상남도 양산시 하북면 양산대로 2255-38)
- 하북검문소 (경상남도 양산시 하북면 양산대로 2410)